# Pietro Polani
Pietro Polani (Velence, 1098 – Velence, 1148) uralkodott harminchatodikként Velence felett annak dózséjaként. 1130-ban foglalhatta el a köztársaság vezető hivatalát, amely jelentősen megerősödött az elmúlt évek hadi és kereskedelmi vállalkozásai során. A már-már abszolutisztikus uralmat gyakorló dózse személye egyre terhesebbé vált a velenceiek de főként a hatalomból nagyrészt kiszorított nemesek számára. Ez az elégedetlenség rányomta Pietro uralkodására a bélyegét, és a Velencei Köztársaság történelmének egyik legfontosabb folyamatát indította el.

## Nehéz kezdetek
Pietro elődjének, a nagy hódítóként ismert Domenico Michele dózsénak volt a veje, miután elvette annak leányát, Adelasa Michelét. Ezzel megalapozottá vált a velenceiek gyanúja, miszerint a Michele család ismét megszerezte a Serenissima trónját, amely egyet jelentett az erőskezű, hódító politikával. Ez a velencei átlagpolgároknak mindössze annyiban jelentett hátrányt, hogy a dózse távolléte alatt nem törődik majd a város belügyeivel, és ismét elszaporodnak a bűnesetek, romlik a lagúnák infrastruktúrája. De a korábbi években a város nemességét érintette legérzékenyebben a Michele család uralma. A Consiglio Minorban a tizenkét legendás apostoli család leszármazottjai, vagyis Velence legősibb nemesi családjainak tagjai már közel egy évszázada kaptak némi beleszólási jogot a város irányításába. De a korábbi években az erős hadsereggel körülvett dózsék nem törődtek a tanáccsal, és annak megkérdezése nélkül irányították a város ügyeit.
A nemesek nehezen tudták megemészteni ezt a sérelmet, ezért a nép között is terjeszteni kezdték a köztársaság eszméit, miszerint a népnek önrendelkezési jogot kell biztosítani. A velenceiek pedig ráharaptak a nemesek által bedobott horogra, és hamarosan nagy felfordulás lett úrrá a városon. Az 1130-ban frissen megválasztott Polanival szemben a nép a Badoer és a Dodoni családokat támogatta. A fellázadt tömeg azt követelte a dózsétól, hogy a legfelsőbb hatalomban tegyék félre az egyéni érdekeket és a nagy családok érdekházasságai felett zúgó vitákat, és végre az állam ügyeit tegyék első helyre. A nemesek pedig nagyobb beleszólást akartak az uralomba.

## Összeomló külpolitika
A felfordulás, a belpolitikai gondok ellehetetlenítették az új dózse hatalmát. Voltaképpen összeomlott az addig kényes egyensúlyban tartott köztársasági intézményrendszer. A gyakran csak hagyományként létező intézmények most írásos dokumentumokban akartak garanciát szerezni a dózsétól jogaik érvényesítésére. A teljes káosz meggátolta, hogy Pietro beindítsa a város hivatalnokszervezetét, és így Velence külkapcsolatai is képviselet nélkül maradtak. Ráadásul a felfordulásban a dózse a hadsereget sem tudta elérni, hiszen annak nagy része egyetértett a vádakkal.

Pietro hosszú kétségbeesett tárgyalásokat kezdeményezett a lázongókkal, de az állam szervezete ezek alatt sem állhatott helyre. Ezt a város minden szomszédja igyekezett kihasználni. 1133-ban a magyar seregek elfoglalták Dalmácia nagy részét, köztük Trau, Spalato és Szebenica kikötőjét is. De a várost az itáliai szomszédok sem kímélték. Padova katonai erejével egyre közelebb nyomult a városhoz, hogy sikerüljön megtörni Velence sómonopóliumát.

A pápa is a gazdag kereskedőváros ellen fordult, és legfőbb célja az volt, hogy kiterjessze befolyását a lagúnára. A Velence feletti egyházi uralom így egy hatalmas erejű, felszerelt flottát állított volna a kereszténység hadrendjébe a Közel-Keleten. A keresztes háborúk felújításához a pápa Ancona városát kérte fel, hogy flottájával gyakoroljon nyomást Velencére. Így hamarosan anconai hajók lepték el az Adriai-tenger északi vizeit. Zára pedig Pisa befolyása alá került.
Az egyre nagyobb veszteségek súlyosan érintették a kereskedelmet is, és az apadó jövedelmek hatására a nemesek hamarosan sürgetni kezdték a megállapodást. Mindezek ellenére csak lassan született meg a megállapodás, amely 1143-ban látta meg a napvilágot, és végképp elindította Velencét a köztársasági államforma felé.

## 1143

### A Bölcsek Tanácsa
A hosszas viták és a meggyengült velencei vezetés szükségessé tette egy szélesebb rétegekre támaszkodó hatalmat, amelyet az idő múlásával lassan Pietro dózse is belátott. A nemesek hatalommegosztási törekvései és a nép követelései végül 1143-ban egy bullában öltöttek formát. Pietro Polani megerősítette a Minor Consiglio kiváltságait és jogait, ugyanakkor komoly korlátokat is szabott a testületnek. A nép akaratának megfelelően Pietro dózse úgy döntött, hogy bullájában írásba foglalja azt is, hogy a testület kizárólag Velence érdekeit köteles szeme előtt tartani. Az egyéni érdekek alapján hozott döntéseket érvényteleníteni lehet majd.

A bulla legnagyobb döntése egy új testület felállítása volt. Ezt latinul Consilium Sapientumnak, olaszul Consiglio dei Savinak nevezték, ami magyarul Bölcsek Tanácsát jelent. A korabeli dokumentumokból nem derül ki, hogy már felállításának idejében is tíz tagja volt, vagy ezt a számot a későbbiek folyamán határozták meg. A tanács tagjainak főként törvényhozói és bizonyos esetekben végrehajtói hatalma is volt. Mégis Pietro főként azért hozta létre, hogy segítse és szélesebb támogató körre helyezze a dózse döntéseit, amely ettől kezdve már nem csupán az ő döntése volt. A tanács több ponton is korlátozta a dózse hatalmát. A tanács tagjait választották, de főként a nemesek közül kerültek ki tagjai.
A dózse és a tanács hatalma alá rendeltek egy újabb szervezetet, amely szintén nagy jelentőséggel rendelkezett. Megalkották a Comune Veneciarum előfutárát, vagyis a velencei kommuna intézményét, amely a későbbi korokban fontos társadalmi intézménnyé válik Európa városiasodottabb területein. A kommuna a város ügyeit irányította, körülbelül úgy, mint ma a minisztériumok. A bulla két magisztrátust hozott létre a város két különböző részén, amelyek több központi feladatot is elláttak. A Szent Márk magisztrátushoz tartoztak a belügyek, beleértve a bíráskodást is valamint a külügyek, kivéve a külfölddel bonyolított kereskedelmet. Rialto magisztrátusához tartozott a velencei gazdaság és kereskedelem felügyelete. Ezek ugyan kezdetleges hatalommal indulhattak fejlődésnek, de később a dózse intézményrendszerének fontos építőköveivé váltak.

### A tanács intézkedései
Az újonnan megalakított Bölcsek Tanácsa végre rendet teremtett a velencei politikában, és sikerült gyorsan kiépíteni az új hivatalnokrendszert, amelynek debütálása bebizonyította, hogy az új rendszer sokkal hatékonyabban működik. A tanács mindenekelőtt a romokban heverő velencei külpolitikát akarta rendbe hozni. Elsőként elhatározták, hogy a köztársaság hatalmi rendszeréből teljesen kizárják az egyházat. Ezzel Rómának is sikerült visszavágni az anconai flotta miatt, és persze a hasztalan egyházi problémák felnagyítását is elkerülhetővé tették. A kiterjedt velencei területek déli határánál fekvő Feno városára bízták a lagúnákhoz közel állomásozó anconai flotta szétkergetését, amelynek nem voltak komoly szándékai, ezért az első velencei felségjelű hajók megjelenése után szétszéledtek. Mindezek ellenére a dózse nem akarta felrúgni a jó kapcsolatokat Itália egyik vezető hatalmával, ezért a tanács áldását adta Velence részvételére a II. Lucius pápa által 1144-ben meghirdetett II. keresztes háborúban.
Az egyre nehezebben tartható nyugati, szárazföldi határoknál a tanács küldöttjei tárgyalni ültek le a padovaiakkal, és a só kereskedelméről szóló egyezmény után ezt a problémát is megoldották. Ezek után a dózse és a tanács a legnehezebb feladatra koncentrálhatott, mégpedig arra, hogy Velence ismét megszerezze a hegemóniát az Adria medencéjében. A magyarok seregéhez nem lehetett rövid időn belül megfelelően ütőképes sereget és flottát felszerelni, úgy hogy a magyar kézen lévő kikötők ráadásul támogatták uraikat, hiszen a velenceiek elnyomták őket. De a pisai kézen lévő Zára más helyzetben volt. 1144-ben sikerült kiűzniük őket a városból.
1145-ben kissé későn ismerve fel Velence gyengülését Isztria három városa is fellázadt a velencei uralom ellen. Pula, Koper és Izola városa a keresztes hadjáratok után meggazdagodott és nem akarták tovább viselni az idegen uralmat. Ezek a városok elűzték velencei vezetőjüket, a podestát, de Pietro erős flotta élén tért vissza és az isztriai városokat hűségeskü (facere fidelitatem) tételére kötelezte, amelyben az isztriaiak hadi segítséget is ígértek Velencének.

### Nemesi felkelés
A Consiglio Minor hatáskörének korlátozása és az új tanács korlátozott létszáma miatt a nemesek úgy érezték, hogy tulajdonképpen a bulla előre is meg vissza is mozdította helyzetüket. Az elégedetlenség érzését erősítette az is, hogy a nemeseket sújtotta leginkább a vezető nélkül maradt Velence külpolitikai kiszolgáltatottsága, és ezért nem tudták megfelelően érvényesíteni akaratukat a megbeszéléseken. Nagyobb érdekük kötődött a gyors megegyezéshez, mint saját érdekeik miatt a vita továbbhúzásához. 

De miután a tanács rendbehozta Velence régi kereskedelmi jogait és útjait, egyre többször nyilvánították ki elégedetlenségüket az új rendszerrel szemben. A Badoer, Dodoni, Morosini, Falier és Michele családok tagjai is egyre erősebb hangot adtak nemtetszésüknek. Végül a Badoer és Dandolo családok felkelést robbantottak ki Polani ellen, azzal az ürüggyel, hogy a dózse túlságosan barátságos politikát tart fenn Bizánccal, ahol ismét fellángolt a képromboló mozgalom. A nemesek nem akarták, hogy ez átterjedjen Velencére is, és ezért hadat üzentek a dózse uralmának, és rejtetten az új bullának is.

## Bizánc támogatása
A nemesek felkelése már nem nyerte meg a városiak támogatását, és ráadásul I. Mánuel, bizánci császár követeket küldött, hogy támogatásáról biztosítsa a dózsét. A legátus megerősítette a korábban a velencei dózsénak biztosított bizánci rangokat és jövedelmeket és egy oklevélben igazolta, hogy a császár a kereskedelmi engedményeket is elismeri. Sőt ezentúl a velencei kereskedők még nagyobb előnyben részesültek több szigeten is (például Rodoszon és Cipruson is).

A Badoer család magára maradt, hiszen a nemesek nagy részét meggyőzte a bizánci követ a szövetség előnyeiről. De a nagyhatalmú kereskedőcsalád nem érte el célját, és a római egyházhoz fordult segítségért. Ekkor már késő volt, és a dózse csapatai elfogták a család tagjait. A büntetés nem késlekedett, és Pietro száműzte a Badoer családot, míg az őket támogató Dandolo család palotáját földig rombolta a Campo San Lucán. Erre válaszképpen III. Jenő pápa kiközösítette Velencét és annak vezetőjét az egyházból. Ebben Rómát nemcsak az vezérelte, hogy támogatottjai elbuktak, hanem az is, hogy Velencét még mindig a keleti egyház tartja befolyása alatt.
1147-ben a dózse hatalmas flottát szerelt fel, és azzal a Közel-Kelet felé indult útnak. Utolsó útjának pontos okait nem tudni, de az egyik fennmaradt krónika szerint a dózse Bizáncba utazott, hogy megsegítse a császárt a normannok ellen vívott harcában. II. Roger, Szicília királya állt a normann csapatok élén. A harcok során Pietro életét vesztette Görögországban, de a háborúban végül a normann uralkodó vesztett.